# Championnat du monde masculin de course à l'élimination
Le Championnat du monde masculin de course à l'élimination est le championnat du monde de course à l'élimination organisé annuellement par l'UCI dans le cadre des Championnats du monde de cyclisme sur piste.

## Historique
La première édition a lieu lors des Championnats du monde de cyclisme sur piste 2021 à Roubaix.

## Palmarès
| Édition | Or                    | Argent        | Bronze            |
| ------- | --------------------- | ------------- | ----------------- |
| 2021    | Elia Viviani          | Iúri Leitão   | Sergey Rostovtsev |
| 2022    | Elia Viviani          | Corbin Strong | Ethan Vernon      |
| 2023    | Ethan Vernon          | Dylan Bibic   | Elia Viviani      |
| 2024    | Tobias Aagaard Hansen | Elia Viviani  | Dylan Bibic       |

## Bilan
| Rang | Coureur               | Pays            | Médaille d'or, Coupe du Monde | Médaille d'argent, Coupe du Monde | Médaille de bronze, Coupe du Monde | Total |
| ---- | --------------------- | --------------- | ----------------------------- | --------------------------------- | ---------------------------------- | ----- |
| 1    | Elia Viviani          | Italie          | 2                             | 1                                 | 1                                  | 4     |
| 2    | Ethan Vernon          | Grande-Bretagne | 1                             | 0                                 | 1                                  | 2     |
| 2    | Tobias Aagaard Hansen | Danemark        | 1                             | 0                                 | 0                                  | 1     |

| Rang  | Pays             | Médaille d'or, Coupe du Monde | Médaille d'argent, Coupe du Monde | Médaille de bronze, Coupe du Monde | Total |
| ----- | ---------------- | ----------------------------- | --------------------------------- | ---------------------------------- | ----- |
| 1     | Italie           | 2                             | 1                                 | 1                                  | 4     |
| 2     | Danemark         | 1                             | 0                                 | 1                                  | 2     |
| 2     | Grande-Bretagne  | 1                             | 0                                 | 1                                  | 2     |
| 4     | Nouvelle-Zélande | 0                             | 1                                 | 0                                  | 1     |
| 4     | Portugal         | 0                             | 1                                 | 0                                  | 1     |
| 6     | Canada           | 0                             | 0                                 | 2                                  | 2     |
| 7     | Russie           | 0                             | 0                                 | 1                                  | 1     |
| Total | Total            | 4                             | 4                                 | 4                                  | 12    |